# Aladár
Az Aladár férfinév germán eredetű, és valószínűleg a német Aldarik vagy Aldemar nevek magyaros változata. Jelentése a germán nyelvi elemekből érthető meg: az adal vagy alda ’tapasztalt, öreg’, míg a ric ’hatalmas, híres’ jelentéssel bír. Az Aladár név, hasonlóan sok más régi magyar személynévhez, a középkor végére fokozatosan kikerült a használatból. Újbóli népszerűségét a 19. századi nemzeti romantika időszakának köszönheti, amikor a magyar történelem és kultúra iránti érdeklődés hatására számos hagyományos névvel együtt ismét előtérbe került.

## A magyar mondavilágban
A név a magyar kultúrában a hun mondakör révén vált ismertté. A monda szerint Aladár Attila hun király és Ildikó (Krimhilda), egy germán hercegnő fia volt. Attila halála után Aladár és testvére, Csaba között hatalmi harc alakult ki. A konfliktus állítólag Óbuda környékén zajlott, ahol Aladár német szövetségesei segítségével legyőzte Csaba seregét, de a csatában ő maga is életét vesztette.

## Gyakorisága
Az Aladár név a kevésbé gyakori nevek közé tartozik. Az 1967-es adatok alapján mindössze 24 fiú kapta ezt a nevet, míg az 1983 és 1987 közötti időszakban 81 esetben választották. A 21. századra a név népszerűsége tovább csökkent, és 2000-ben már nem szerepelt a tíznél több alkalommal adott nevek között. 2006-ban az összesített statisztikák szerint a 99. helyen állt, és ekkor 2341 férfi viselte első keresztnévként, további 541-en pedig második névként. A 2020-as években a név nem került be a 100 leggyakrabban választott férfinév közé.

## Híres Aladárok
- Juhász Aladár (1856–1922) zongoraművész és zeneszerző.
- Körösfői-Kriesch Aladár (1863–1920) festő és iparművész, a gödöllői művésztelep alapítója.
- Kovách Aladár (1866–1922) sebészorvos, a Budapesti Önkéntes Mentőegyesület egyik alapítója és orvosa.
- Székely Aladár, Bleyer (1870–1940) fényképész. Egyedi portrékat készített a XX. század eleji magyar művészeti élet kiemelkedő egyéniségeiről.
- Schöpflin Aladár (1872–1950) kritikus, irodalomtörténész, író, műfordító.
- Rácz Aladár (1886–1958) cimbalomművész, a cimbalomjáték első művészi képviselője.
- Komlós Aladár (1892–1980) irodalomtörténész, író, költő.
- Komjáthy Aladár (1894–1963) költő és természettudós.
- Buzágh Aladár (1895–1962) vegyészmérnök.
- Zsélyi Aladár (1883–1914) gépészmérnök és repülőgép-tervező.
- Majorossy Aladár (1908–1983) zeneszerző és karmester.
- Gerevich Aladár (1910–1991) hétszeres olimpiai aranyérmes, tizennégyszeres világbajnok, harmincnégyszeres magyar bajnok vívó, edző.
- Laklóth Aladár (1960–) magyar színész, a Soproni Petőfi Színház örökös tagja.

## Névnapok
- február 20.[1]
- március 11.[1]
- április 18.[1]
- április 20.[1]
- május 26.[1]
- június 29.[1]